# Aleksander Grajf
Aleksander Sašo Grajf (* 25. Juni 1965 in Maribor) ist ein früherer slowenischer Biathlet.
Aleksander Grajf arbeitet als Ausbilder beim slowenischen Militär. Grajf trat für den SK Pohorje an. Er begann seine Laufbahn als Skilangläufer. In dieser Disziplin nahm er 1984 und 1988 an den Olympischen Winterspielen teil. Grajf wechselte 1988 zum Biathlon. Erstes Großereignis waren die Biathlon-Weltmeisterschaften 1988 in Feistritz an der Drau, wo er 18. im Einzel wurde. Seine zweite WM bestritt er erst fünf Jahre später in Borowez. Dort nahm er nur im Staffelrennen teil und belegte den 13. Platz. Eine in dem Jahr zugezogene Verletzung am rechten Ellenbogen verhinderte vier Jahre lang eine Fortsetzung der Karriere. 1998 in Pokljuka startete er im auf dem olympischen Sprintrennen basierenden Verfolgungsrennen und wurde 29. 1999 startete Grajf in Kontiolahti zunächst nur mit der Staffel und belegte Platz sieben. Beim Ausweichrennen wegen des schlechten Wetters in Kontiolahti am Holmenkollen in Oslo wurde er noch im Einzel eingesetzt, beendete das Rennen aber nicht. Nur bei seinen letzten Weltmeisterschaften 2001 in Pokljuka konnte er in allen Rennen antreten. Im Einzel belegte er Platz 36, im Sprint wurde er 14., in der Verfolgung 29. und im Massenstart 21. Mit der Staffel erreichte er zudem Platz sieben. 1992 startete Grajf erstmals als Biathlet bei den Olympischen Winterspielen. In Albertville wurde er 24. im Einzel, 33. im Sprint und 20. mit der slowenischen Staffel. Aufgrund der Verletzung konnte er nicht in Lillehammer antreten, somit waren die Spiele 1998 in Nagano seine insgesamt vierten olympischen Wettkämpfe. Hier wurde der Slowene 25. im Einzel, 40. im Sprint und 12. mit der Staffel. Grajfs letzte Spiele waren die Wettkämpfe 2002 von Salt Lake City, wo er 59. im Sprint, 46 in der Verfolgung und Staffel-Zehnter wurde.
Sein Debüt im Biathlon-Weltcup gab Grajf 1989 in Borowez. Beim Einzel erreichte er den 61. Platz. Erste Weltcuppunkte sammelte er als Achter 1994 bei einem Sprint in Oberhof, welches ebenso sein bestes Karriereergebnis in einem Einzelrennen wurde. Nur ein weiteres Mal, 1999 bei einem Sprint in Ruhpolding, konnte er als Neunter ein einstelliges Ergebnis erreichen. Mit der Staffel um Marko Dolenc, Janez Ožbolt und Tomas Globočnik konnte der Slowene 2003 in Antholz Dritter werden und damit das einzige Mal in einem internationalen Rennen das Podest erreichen. 2003 beendete Grajf seine Karriere. Nach seiner Karriere arbeitete er in offizieller Funktion für den slowenischen Biathlonverband.

## Biathlon-Weltcup-Platzierungen
Die Tabelle zeigt alle Platzierungen (je nach Austragungsjahr einschließlich Olympische Spiele und Weltmeisterschaften).
- 1.–3. Platz: Anzahl der Podiumsplatzierungen
- Top 10: Anzahl der Platzierungen unter den ersten zehn (einschließlich Podium)
- Punkteränge: Anzahl der Platzierungen innerhalb der Punkteränge (einschließlich Podium und Top 10)
- Starts: Anzahl gelaufener Rennen in der jeweiligen Disziplin
- Staffel: inklusive Mixed- und Single-Mixed-Staffeln

| Platzierung                                        | Einzel | Sprint | Verfolgung | Massenstart | Staffel | Gesamt |
| -------------------------------------------------- | ------ | ------ | ---------- | ----------- | ------- | ------ |
| 1. Platz                                           |        |        |            |             |         |        |
| 2. Platz                                           |        |        |            |             |         |        |
| 3. Platz                                           |        |        |            |             | 1       | 1      |
| Top 10                                             |        | 2      |            |             | 13      | 15     |
| Punkteränge                                        | 4      | 7      | 6          | 1           | 20      | 38     |
| Starts                                             | 24     | 48     | 14         | 1           | 20      | 107    |
| Stand: Möglicherweise Ergebnisse nicht vollständig |        |        |            |             |         |        |

| Personendaten    | Personendaten                       |
| ---------------- | ----------------------------------- |
| NAME             | Grajf, Aleksander                   |
| ALTERNATIVNAMEN  | Grajf, Aleksander Sašo; Grajf, Sašo |
| KURZBESCHREIBUNG | slowenischer Biathlet               |
| GEBURTSDATUM     | 25. Juni 1965                       |
| GEBURTSORT       | Maribor                             |